# Pappa al pomodoro

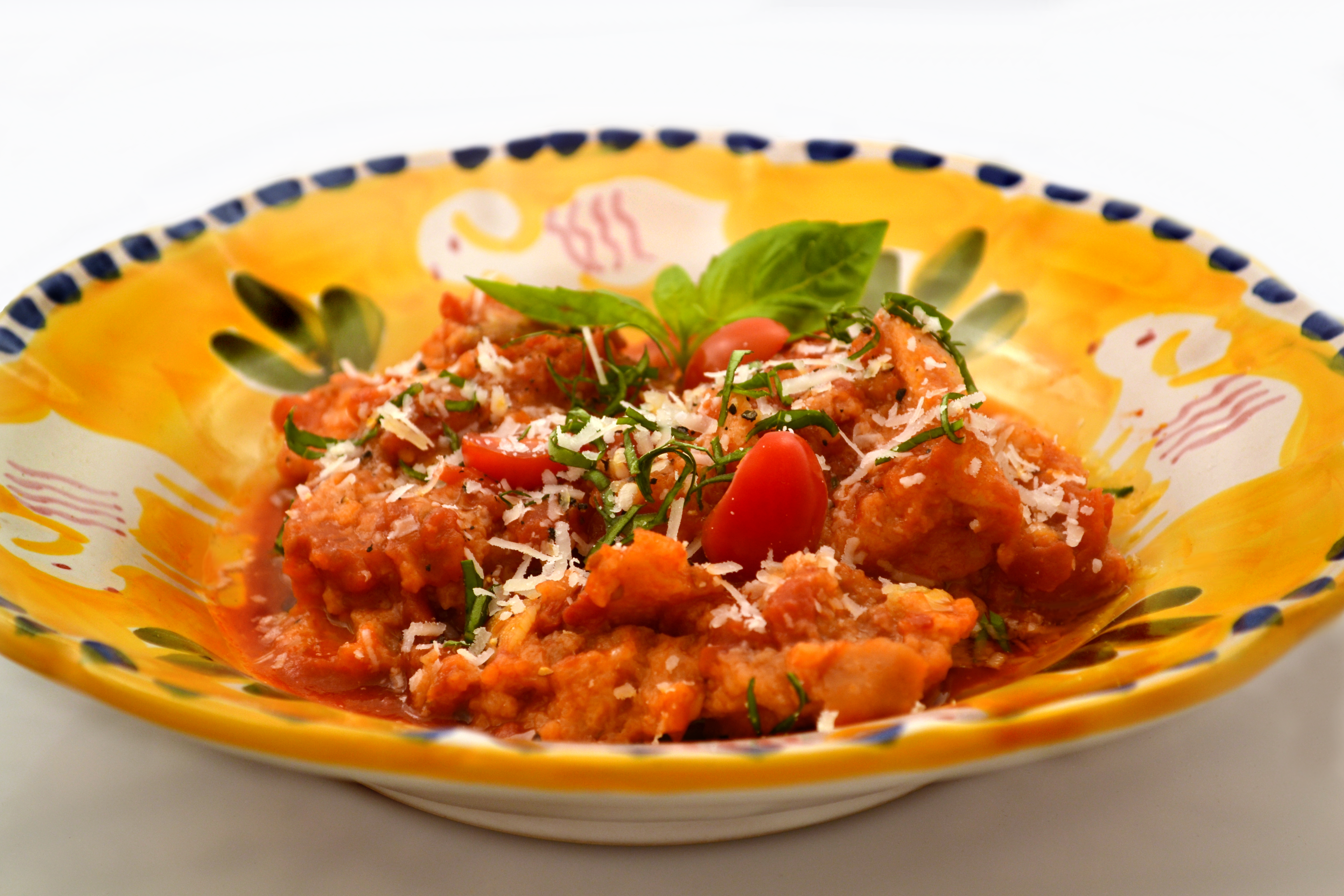
Pappa al pomodoro

Pappa al pomodoro ist eine Brotsuppe der toskanischen Küche, bei der Knoblauch in Olivenöl angeschwitzt wird, dann mit Tomaten, Basilikum und altbackenem Brot in einer Hühnerbrühe verkocht wird. Pappa al pomodoro kann kalt oder heiß serviert werden. Spezifisch ist, dass das Brot die Flüssigkeit aufsaugt.

## Rezeption
Pappa col pomodoro wurde in ganz Italien durch eine Kindergeschichte Il giornalino di Gian Burrasca bekannt, die erstmals 1907/1908 veröffentlicht wurde. Der Spruch „Lang lebe Pappa al Pomodoro!“ wird zum Motto der Hauptfigur Gian Burrasca, der sich gegen die langweiligen Reissuppen im Internat auflehnt, wohin ihn seine Eltern geschickt hatten, damit er sich zu benehmen lerne.